# اینتگریتی
سیستم عامل اینتگریتی (به انگلیسی: Integrity Operating System) یک سیستم‌عامل بی‌درنگ است که توسط شرکت نرم‌افزاری Green Hills تولید شده‌است. این سیستم عامل جهت کاربرد در سیستم‌های نهفته‌ای که به قابلیت اطمینان، دسترس پذیری و تحمل پذیری اشکال نیاز دارند به وجود آمده‌است.